# Ploranera elegant
La ploranera elegant (Laniisoma elegans) és una espècie d'ocell de la família dels titírids (Tityridae). És troba a les regions sud i sud-est del Brasil. El seu hàbitat són els boscos tropicals i subtropicals de frondoses humits de les terres baixes, bé com de l'estatge montà. El seu estat de conservació es considera gairebé amenaçat.